# ساواک
ساواک با نام  کامل سازمان اطلاعات و امنیت کشور، از اسفند سال ۱۳۳۵ تا بهمن ۱۳۵۷ سازمان اصلی امنیت داخلی و اطلاعات خارجی ایران بود که در طی دورانی از جنگ سرد، به مدت ۲۲ سال نبض امنیت داخلی و اطلاعات خارجی ایران را در دست داشت. ساواک در کنار مبارزه با فعالیت‌های جاسوسی و نفوذی خارجی، در سرکوب عناصر ضد نظام سلطنتی فعالیت گسترده‌ای داشت. از میان ۱۰ ادارهٔ کل ساواک، به‌طور مشخص ادارهٔ کل سوم ساواک، قدرت و اختیارات بسیاری در توقیف و بازجویی افراد داشت.
با اوج‌گیری ناآرامی‌های منجر به انقلاب ۱۳۵۷، شاپور بختیار دستور انحلال ساواک را داد. ستاد پیشین سازمان اطلاعات و امنیت کشور ساواک در خیابان سلطنت‌آباد تهران بود.

## تاریخچه
مبارزه و مقابله با کمونیسم و گروه‌های مختلف چپ؛ پایان‌دادن به فعالیت‌های مخرب در داخل و خارج از ایران و کسب اطلاع از وضعیت جاسوسان و خرابکاران.

هدف از تشکیل ساواک به‌گفته محمدرضا شاه پهلوی
سه سال پس از کودتای ۲۸ مرداد ۱۳۳۲ سازمان اطلاعات و امنیت کشور در اسفند ۱۳۳۵ با تصویب مجلس شورای ملی به‌عنوان یکی از زیرمجموعه‌های نخست‌وزیری، توسط سپهبد تیمور بختیار تأسیس شد. تا پیش از تأسیس ساواک، شهربانی و به‌طور مشخص، ادارهٔ اطلاعات شهربانی، مسئولیت برقراری امنیت کشور را برعهده داشت. قانون تأسیس ساواک دارای ۳ ماده اصلی بود:
1. ساواک وابسته به نخست‌وزیری است، رئیس آن را شاه منصوب می‌کند و عنوان معاونت نخست‌وزیر را دارا است.
2. وظیفه ساواک کسب اطلاعات لازم برای حفظ امنیت ملی، کشف جاسوسی، مقابله با ناقضان قوانین ضد سلطنت و ضد مبارزه مسلحانه، مرتکبان جرائم نظامی و عاملان سوءقصد به جان شاه و ولیعهد است.
3. مأموران ساواک در جرائم مربوط به آن‌ها، جزو ضابطان قضایی به‌شمار می‌روند و طبق سیستم دادگاه‌های نظامی که برای رسیدگی به جرائم سیاسی برپا شده عمل می‌کنند.[۶]

اسناد کتابخانه کنگره ایالات متحده آمریکا نشان می‌دهند که ساواک در سال ۱۹۵۷ (میلادی) زیر نظر سازمان‌های اطلاعاتی اسرائیل و آمریکا سازماندهی شد.
از سال ۱۳۴۲ بخش‌هایی تخصصی تشکیل شد و چارت سازمانی آن توسعه یافت. به‌طوری‌که از ۵۳۰۰ افسر تمام‌وقت (و در گزارشی دیگر ۳۹۹۱ کارمند) و شمار نامعلومی از خبرچینان پاره‌وقت تشکیل شد. در سال ۱۹۷۴ روزنامه نیوزویک مدعی شد که تا حدود ۳ میلیون نفر از ایرانیان به نحوی به عنوان خبرچین با ساواک همکاری می‌کنند. ساواک همچنین با تأسیس ادارهٔ کل ضدجاسوسی (هشتم)، به مبارزه با فعالیت‌های جاسوسی و نفوذی بیگانگان در ایران مشغول شد.
ساواک در سرکوب عناصر ضد نظام سلطنتی فعالیت گسترده‌ای داشت. به‌طور مشخص ادارهٔ کل سوم ساواک، به عنوان عامل شکنجه و قتل عناصر ضدسلطنتی شناخته می‌شد. چنان‌که بین سال‌های ۱۳۵۰ تا ۱۳۵۵ شمار ۳۶۸ تن از چریک‌های مسلح ضد حکومت سلطنتی را در درگیری‌های مسلحانه به قتل رسانده و در بین سال‌های ۱۳۵۰ تا ۱۳۵۷ (پیش از سرنگونی حکومت شاهنشاهی) حدود ۱۰۰ زندانی سیاسی را به قتل رسانده‌بود.

## فعالیت‌های برون‌مرزی
بنا به اظهارات منوچهر هاشمی، ساواک در رده‌های بالای کادر اطلاعاتی روسیه دارای مأمور نفوذی بوده است.

### همکاری با سرویس‌های غربی
سازمان سیا، اطلاعاتی دربارهٔ کشورهای شوروی، جمهوری افغانستان، کشورهای عربی و دیگر کشورها در اختیار ساواک قرار می‌داد. ساواک هم اطلاعاتی دربارهٔ مسائل منطقه‌ای، حزب توده، چریکی‌ها، و دیگر سازمان‌های سیاسی ایرانی، در اختیار سیا قرار می‌داد. در ۱ فروردین ۱۳۵۶ شبکه یک تلویزیون سراسری آلمان غربی در یک برنامه مستند ۱۲ دقیقه‌ای دربارهٔ فعالیت مأموران ساواک در آلمان و همکاری گسترده سازمان‌های اطلاعاتی دو کشور توضیح داد.
برنامه ریزی برای ترور روح‌الله خمینی
طی همکاری بین سرویس وقت اطلاعات فرانسه به ریاست کنت دومرانش و تیمسار کاوه معاون اطلاعات خارجی ساواک طرح مشترک ترور خمینی  به ریاست وقت ساواک ناصر مقدم ارائه می‌شود، طی این برنامه قرار بود روح الله خمینی به ایتالیا فرستاده شود و در آنجا عملیات ترور اتفاق بیافتد، در تلگرافی از سوی ناصر مقدم به محمدرضا پهلوی ، مقدم دلیل رد کردن این طرح را احتمال ایجاد پروژه شهیدسازی از وی مانند آنچه پس از مرگ شیخ احمدکافی اتفاق افتاد عنوان کرد ، محمدرضا پهلوی از طریق یک واسطه از الیزر زفریر رئیس دفتر موساد در ایران می‌خواهد طرح ترور خمینی از طریق موساد اتفاق بیافتد، این طرح از سوی آن‌ها با این استدلال که ((اسرائیل پلیس دنیا نیست)) رد می‌شود، آخرین طرح های ترور خمینی در ماه پایانی حکومت پهلوی مبنی بر کشتن وی در فرودگاه تهران و یا حمله هوایی به هواپیمای حامل وی که به‌صورت مشترک با ارتش دنبال می‌شد که آنها نیز به دلیل تبعات پیش‌بینی نشده بین المللی و سیاسی لغو شدند.

### نظارت بر ناراضیان ایرانی خارج از کشور
اسناد ربوده شده از سفارت ایران در ژنو در سال ۱۹۷۵ آشکار کرد که این سفارت‌خانه به عنوان ستاد مرکزی فعالیت‌های ساواک در اروپا فعالیت می‌کرد. به دنبال افشای این اسناد دولت سوئیس، احمد ملک مهدوی، دبیر اول سفارت ایران را با ادعای عضویت در ساواک و سرپرستی آن در اروپا از خاک آن کشور اخراج کرد.
یک سال بعد، در سپتامبر ۱۹۷۶، شاه، نگران از قدرت گرفتن اپوزیسیون در آمریکا، ثابتی را مأمور کرد تا در مصاحبه‌ای با نشریه آمریکایی واشینگتن پست فعالیت‌های غیرقانونی ساواک را تکذیب کند. این در حالی است که در یک مصاحبه با روزنامه آلمانی دی ولت، فرح پهلوی، همسر محمدرضا شاه، اعتراف کرد که در حکومت شوهرش شکنجه وجود داشته و بسیاری قربانی ان بوده‌اند.

### کشورهای شیخ نشین خلیج فارس
منوچهر هاشمی رئیس ساواک فارس مدعیست کشورهای عربی خلیج فارس با برنامه‌ریزی ساواک فارس شامل ایجاد پیوندهای دوستی با سران کشورهای مزبور، دعوت و پذیرایی مفصل از آنها، انجام معاملات تجاری از جمله فروش تعداد زبادی ملک گران‌قیمت در شیراز و شمال ایران باعث جذب شیوخ صاحب قدرت به ایران و دوری آنها از چپ‌ها، فلسطینی، طرفداران ناصر و عرب‌های تندرو شدند تا در آینده برای مرزهای ایران مشکلی به وجود نیاید. این اقدامات ساواک باعث شد بنا به توصیه ایران افراد تندرو از مناصبی در کشورهای حاشیه خلیج فارس برکنار شوند و به جای آنها عده ای از ایرانی‌ها و پاکستانی‌ها استخدام شوند، امری که هاشمی آن را نفوذ نیروهای ساواک خوانده است که در نهایت منجر به پیاده شدن خواسته‌های ایران در این کشورها می‌شده است.

## عملیات‌های برجسته
- ترور سپهبد تیمور بختیار، نخستین رئیس ساواک، در استان دیاله عراق.[۲۵]
- کمک به سرکوب واقعه سیاهکل، در بهمن ۱۳۴۹
- در مهر ۱۳۵۲، خنثی‌سازی «گروه مطالعات مارکسیستی» که در تلاش برای برنامه‌ریزی گروگان‌گیری رضا پهلوی، ولیعهد بودند.
- حمله به خانه‌های تیمی سازمان مجاهدین خلق ایران و دستگیری بنیان‌گذاران و بیشتر کادرهای آن در شهریور ۱۳۵۰
- حمله به پایگاه‌های چریک‌های فدایی خلق در ۲۶ اردیبهشت و ۲۸ اردیبهشت ۱۳۵۵[۲۶]

## اتهام‌ها

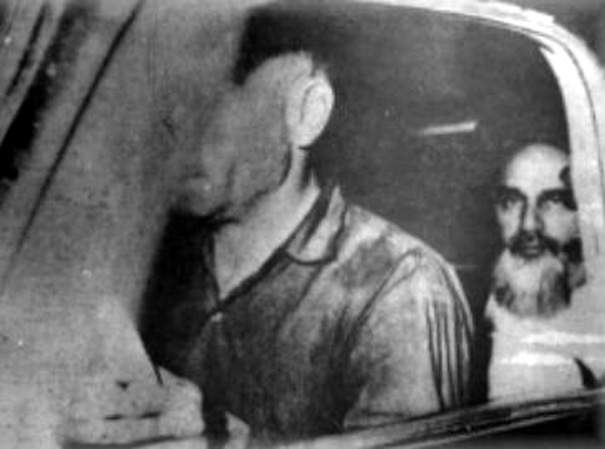
سید روح‌الله خمینی در خودروی کرایه‌ای در حال عزیمت به مجلس درس (این تصویر مدت‌ها به اشتباه به دستگیری توسط ساواک نسبت داده می‌شد)

به گفته بسیاری از زندانیان سیاسی سابق، ساواک به «حوزه خصوصی افراد و خانواده‌هایشان» وارد نمی‌شد. برای نمونه، علی خدایی از اعضای حزب توده ایران نقل کرده که رهبر یک گروه وابسته به آن حزب، درپی از دست‌دادن اعضای خانواده‌اش در یک حادثه رانندگی، از زندان آزاد شد تا سرپرستی کودک سه ساله‌اش را خود برعهده بگیرد.

### زندانها
زندان اوین، واقع در تپه‌های شمال تهران، در سال ۱۹۷۱ ساخته شد. این زندان در اواخر دوره حکومت محمدرضا شاه پهلوی، که هزاران زندانی سیاسی در آنجا نگهداری شدند به شهرت جهانی رسید.
شکنجه
زندانیان ساواک و سازمان‌های مدافع حقوق بشر، بارها بازجویان ساواک را به استفاده از فشار و خشونت با استفاده از تکنیک‌های شکنجه‌کردن متهم کردند. برخی از شکنجه‌هایی که ساواک به اعمال آن متهم است، شامل شلاق‌زدن و کتک زدن و در موارد مرتبط با چریک‌های مسلح، وارد آوردن شوک الکتریکی، ریختن آب جوش بر بدن، بستن وزنه‌های سنگین و کندن و کشیدن دندان و ناخن برای اعتراف و کسب اطلاعات از چریک‌های مسلح می‌شد؛ ولی با وجود همهٔ این ادعاها هیچ گونه سند و تصویری دال بر آثار وجود شکنجه بر روی متهمان منتشر نشده است.
شکنجه‌های روانی
- توهین کردن و استفاده از الفاظ رکیک، دشنام گویی و تهدید کردن[پاورقی ۱]
- ایجاد یأس و نااُمیدی در میان زندانیان با پخش صدای «آه و ناله» در فضای زندان[پاورقی ۲]

خسرو گلسرخی
در دادگاه علنی خسرو گلسرخی شاعر و نویسنده چپ‌گرای ایران در سال ۱۳۵۲، وی اظهارداشت که توسط مأموران ساواک مورد شکنجه قرار گرفته و ادرار خونی می‌کرده است.
جزنی
در روز ۳۰ فروردین ۱۳۵۴ بیژن جزنی و هشت نفر دیگر از اعضای دو گروه چریک‌های فدایی خلق و مجاهدین خلق، در تپه‌های اطراف زندان اوین درحال فرار کشته شدند. ساواک ادعا کرده بود که این زندانی‌ها درحال فرار کشته شدند اما ادعا شده که این ۹ نفر، توسط مأموران ساواک تیرباران شدند.
غلامرضا تختی
غلامرضا تختی در ۱۷ دی ۱۳۴۶ در هتل آتلانتیک تهران به خاطر اختلافات خانوادگی با همسرش، خودکشی کرد. با این وجود عده‌ای از جمله جلال آل احمد ساواک را متهم می‌کردند که تختی را به دلیل محبوبیت زیاد و عدم وفاداری به نظام وقت ایران به قتل رسانده است. بابک تختی، یگانه فرزند غلامرضا تختی، صریحاً اظهار داشت پدرش خودکشی کرده و کسی او را نکشته است.
بهایی‌ستیزی
به ادعای دنیس مک‌ایون و حامد الگار، ساواک با میدان دادن به انجمن تبلیغات اسلامی در بهایی ستیزی همدست بود.
آتش‌سوزی سینما رکس آبادان
در آتش‌سوزی سینما رکس آبادان در شب ۲۸ مرداد ۱۳۵۷ صدها نفر کشته‌شدند. انقلابیون، ساواک را متهم کردند و سید روح‌الله خمینی آتش‌سوزی سینما رکس آبادان را شاهکار بزرگ شاه برای بدنام کردن انقلاب خواند.
پس از انقلاب، شواهدی از سوی حسین تکبعلی‌زاده، متهم ردیف اول واقعه ارائه شد که نشان می‌داد آتش‌سوزی سینما رکس کار دولتِ وقت و ساواک نبوده است.

شهادت یک چریک عضو سازمان مجاهدین علیه فریدون توانگری در دادگاه انقلاب اسلامی.

محسن صفایی فراهانی از مقام‌های ارشد و سابق جمهوری اسلامی در مصاحبه ای با حسین دهباشی ادعا کرد که فاجعه سینما رکس آبادان در دوران پادشاهی پهلوی، توسط انقلابیون رخ داد و بانیان آن فاجعه نیز پس از روی کار آمدن جمهوری اسلامی «نماینده مجلس» شدند.

## سرانجام
با اوج‌گیری ناآرامی‌های پیش از انقلاب در ایران، شاپور بختیار که تازه نخست‌وزیر شده بوده در یکی از نخستین اقدامات دستور انحلال ساواک را داد و رئیس پیشین ساواک نعمت‌الله نصیری که در آن زمان سفیر ایران در پاکستان بود به ایران فراخوانده شد و به زندان افتاد. نصیری دادگاهی شد و در نهایت دادگاه انقلاب رای به اعدام وی داد. اما با این حال برخی از اعضای دستگیر شده از اعضای رده‌های میانی و پایینی پیشین ساواک در تشکیل وزارت اطلاعات و سازماندهی آن با جمهوری اسلامی همکاری کردند.

عکسی از بهمن نادری‌پور، مشهور به تهرانی، ایستاده در دادگاه انقلاب

## ساختار سازمانی ساواک
ساواک ۱۰ ادارهٔ کل داشت و هریک از آنها برحسب چارت سازمانی وظایف تعیین‌شده‌ای داشتند.
1. ادارهٔ کل یکم مسئول کارهای ستاد فرماندهی و اداری و استخدامی (در آغاز دفتر ستاد ساواک بود)[پاورقی ۳]
2. ادارهٔ کل دوم[۴۴] مسئول جمع‌آوری اطلاعات خارجی[پاورقی ۳]
3. ادارهٔ کل سوم مسئول امنیت داخلی (ضداطلاعات و امنیت داخلی)[پاورقی ۳]
4. ادارهٔ کل چهارم مسئول حفاظت اطلاعات (ضداطلاعات و امنیت کارمندان ساواک)[پاورقی ۳]
5. ادارهٔ کل پنجم مسئول امور فنی[۴۵][پاورقی ۳]
6. ادارهٔ کل ششم مسئول امور مالی[پاورقی ۳]
7. ادارهٔ کل هفتم[۴۶] مسئول بررسی اطلاعات خارجی (در آغاز با ادارهٔ کل دوم یک ادارهٔ کل را تشکیل می‌داد)[پاورقی ۳]
8. ادارهٔ کل هشتم[۴۷] مسئول ضدجاسوسی[پاورقی ۳]
9. ادارهٔ کل نهم مسئول تحقیق و پژوهش (مرکز اسناد، وزارتخانه‌ها و دستگاه‌های مختلف در صورت نیاز به اطلاعاتی از امنیت داخلی و سوابق افراد و سازمان‌ها از این ادارهٔ کل استعلام می‌کردند)[پاورقی ۳]
10. ادارهٔ کل دهم مسئول آموزش (در آغاز بخشی از ادارهٔ کل یکم بود)[پاورقی ۳]

ادارهٔ کل سوم، مهم‌ترین و مقتدرترین ادارهٔ کل ساواک بود. از قسمت‌های مختلف ادارهٔ کل سوم می‌توان به واحد روحانیت یا واحد تعقیب و مراقبت اشاره کرد. ادارهٔ کل سوم در برخورد با عناصر ضد نظام سلطنتی فعالیت گسترده‌ای داشت. بودجهٔ ساواک به‌طور رسمی از طرف دولت در سال‌های ۱۹۷۳–۱۹۷۲ بالغ بر ۹٫۱۷ میلیارد ریال (برابر ۲۵۵ میلیون دلار) و در سال ۱۹۷۴–۱۹۷۳ بالغ بر ۲۲ میلیارد ریال (برابر با ۳۱۰ میلیون دلار) اعلام شد.

## رؤسا و کادرها

### قائم‌مقام‌های ساواک
- حسن علوی‌کیا (۱۳۳۵–۱۳۴۱)
- حسین فردوست (۲۸ آبان ۱۳۴۱–۱۹ فروردین ۱۳۵۲)
- ناصر مقدم (۲۳ فروردین ۱۳۵۲–۳۰ فروردین ۱۳۵۲)
- علی معتضد (فروردین ۱۳۵۲–۱۷ خرداد ۱۳۵۷)
- پرویز ثابتی (خرداد ۱۳۵۷–۳ آبان ۱۳۵۷)

### مدیران کل سوم ساواک (ادارهٔ کل امنیت داخلی)
- عبدالعلی ماهوتیان[پاورقی ۴]
- صمد صمدیان‌پور[پاورقی ۵]
- بابا امجدی[پاورقی ۳][یادداشت ۱] (۱۳۳۸–۱۵ خرداد ۱۳۴۲)
- ناصر مقدم[پاورقی ۶] (خرداد ۱۳۴۲–۲۳ فروردین ۱۳۵۲)
- پرویز ثابتی[پاورقی ۷] (۱۳۵۲–۱۳۵۷)

### مدیران ارشد ساواک
- پرویز ثابتی، واپسین رئیس ادارهٔ کل سوم ساواک بود. حسین‌زاده و عضدی از دیگر مدیران ارشد ادارهٔ کل سوم ساواک از سال ۱۳۵۲ تا انقلاب ایران بودند.[۵۰]
- احمد فراستی از رهبران عملیاتی ادارهٔ کل سوم ساواک بود.[۳]
- سرلشکر علی معتضد، رئیس اطلاعات خارجی ساواک[۱۰]
- سرتیپ منوچهر هاشمی ریاست ادارهٔ کل هشتم ساواک (ضدجاسوسی)[۵۱]
- سرهنگ منصور قدر ریاست اداره کل دوم ساواک (جمع‌آوری اطلاعات خارجی)[۵۲]
- سرتیپ حسن علوی کیا ریاست ساواک آلمان[۵۱]
- سرتیپ قانع مدیر ارشد واحد ساواک در فرانسه[۵۳][۵۴]
- سرتیپ مرتضی موسوی، از سال ۱۳۵۲ تا انقلاب ایران، ریاست ادارهٔ سوم عملیات ادارهٔ کل ضدجاسوسی ساواک[۱۰]
- سرهنگ عیسی پژمان ریاست اداره کل هفتم ساواک و مدیر ارشد ساواک در عراق[۵۵]
- سیف‌الله شهاب ریاست اداره کل چهارم ساواک[۵۶]
- ناصر ضرابی ریاست اداره نهم ساواک[۵۷][۵۸]
- سرتیپ ساعدی مدیرکل اداره پنجم ساواک[۵۹][۶۰]
- پرویز بهمن فرنژاد ریاست اکیپ عملیاتی کمیته مشترک ضد خرابکاری[۵۶]
- سروان خداداد ریاست کارگزینی اداره کل یکم[۶۱]
- سرهنگ مجتبی پاشایی سرپرست واحد مخفی ساواک در بیروت[۶۲]
- جمشید امانی رئیس واحد ساواک در لندن[۶۲][۶۳]
- منصور رفیع‌زاده از مدیران ارشد واحد ساواک در آمریکا[۶۴]
- سرلشکر عبدالعلی منصور پور مشاور عالی امور خاورمیانه ریاست ساواک و رابط ساواک با ملامصطفی بارزانی و کردهای عراق[۶۵]

### افسران ساواک
- عباسعلی شهریاری‌نژاد، افسر نفوذی ساواک و رهبر تشکیلات تهران حزب توده[۲۵]
- پرویز معتمد، از سال ۱۳۵۴ رئیس تیم‌های تعقیب و مراقبت و شنود ساواک[۶۶]
- حسین یزدی و برادش فریدون از نفوذی‌های ساواک در کمیته مرکزی حزب توده.[۶۷]

خبر محاکمه ۲۵ کارمند ساواک در دادگاه انقلاب

### بازجویان کمیتهٔ مشترک ضدخرابکاری
- بهمن نادری‌پور، از بازجویان ساواک (با اسم مستعار تهرانی) در زندان کمیته مشترک ضدخرابکاری که پس از انقلاب دستگیر و اعدام شد.
- فریدون توانگری، از بازجویان ساواک (با اسم مستعار آرش) در زندان کمیته مشترک ضدخرابکاری. او پس از انقلاب، دستگیر و اعدام شد.
- دکتر منوچهری، از بازجویان ساواک در زندان کمیته مشترک ضدخرابکاری
- رضا عطارپور مجرد، معاونت اداره کل سوم ساواک و از بازجویان ارشد ساواک در زندان کمیته مشترک ضدخرابکاری[۶۸]
- ناصر نوذری ریاست واحد دوم اطلاعات و عملیات
- محمدحسن ناصری بازجوی ارشد ساواک و رئیس واحد اطلاعات اداره کل سوم[۶۹]
- همایون کاویانی دهکردی رئیس بخش پنجم واحد بازجویی[۷۰]
- هوشنگ ازغندی طراح عملیات و رئیس اداره اطلاعات و بخش ۳۱۶ ساواک[۷۱][۷۲]
- فرج‌الله سیفی کمانگر از بازجویان کمیته مشترک ضد خرابکاری. او پس از انقلاب دستگیر و اعدام شد.
- احمد معصومی کوچ‌صهفانی

### همکاران ساواک
- ولادیمیر کوزیچکین، دیپلمات روس و کارمند سفارت شوروی در تهران.
- سیروس نهاوندی

## یادداشت
1. ↑  در برخی منابع او را با برادرش مصطفی امجدی اشتباه گرفته‌اند.